# Жук Артем Михайлович

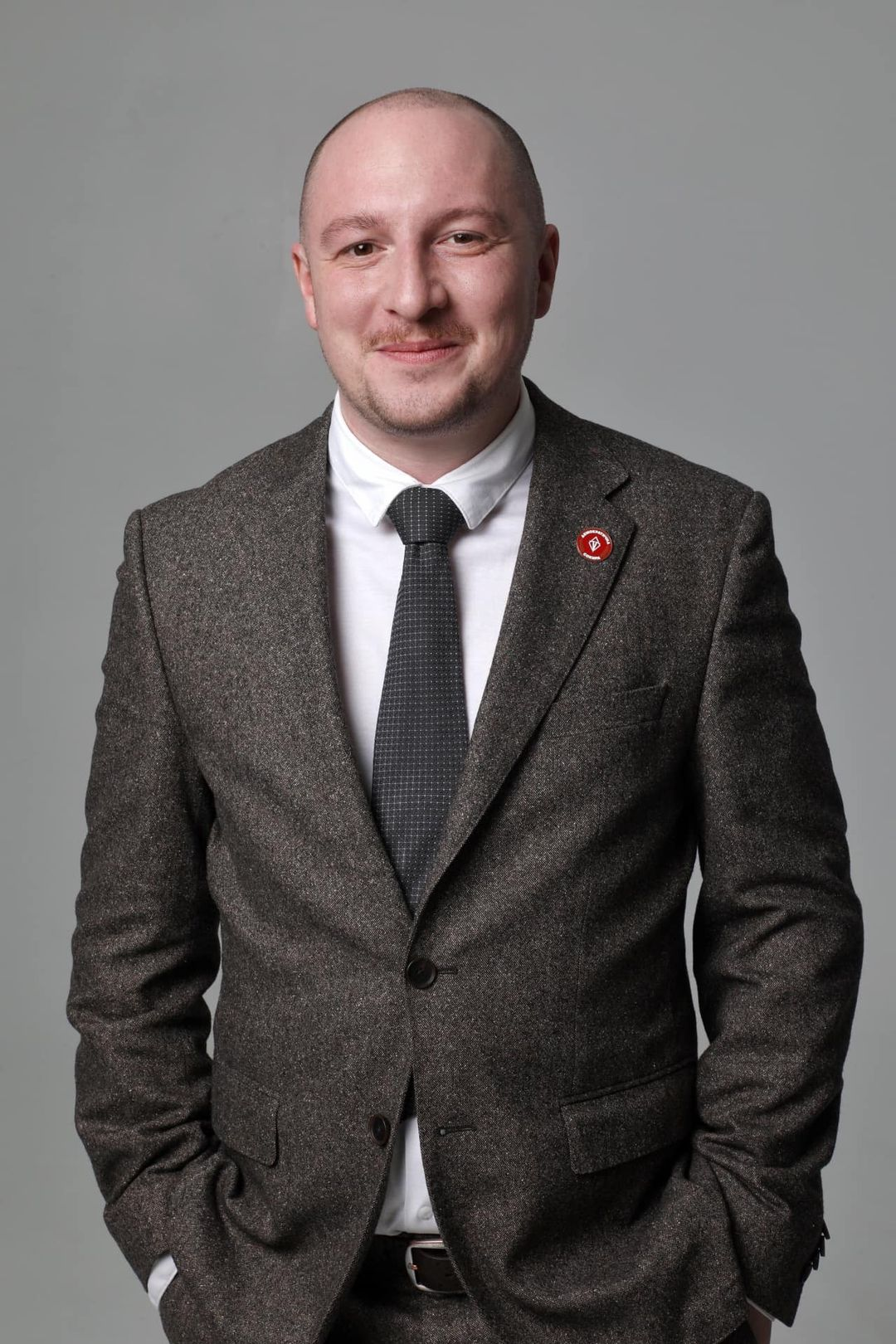

Артем Михайлович Жук (нар. 12 листопада 1991, Чернівці, Україна) — український активіст, депутат Чернівецької районної ради, громадсько-політичний діяч. Член Політради партії «Демократична сокира». Голова фракції «Європейська солідарність» в Чернівецькій районній раді. Співзасновник ініціативного руху «Екорейдери».
Біографія
Народився в Чернівцях 12 листопада 1991 року.
У 2006 році закінчив середню школу
2010 - закінчив Чернівецький ліцей № 3 медичного профілю.
В 2011-2012 - артдиректор артцентру «Квартира» (м. Дніпро)
2011 - 2015 - організовував концертні виступи багатьох відомих українських та закордонних виконавців в Україні. Організовував концертні тури відомого українського співака Саши Буля (Олександр Буліч) в Україні, Білорусі та Молдові.
Грудень 2015 - липень 2019 — керував чернівецькою крамницею «North Bukovina Store».
Грудень 2016 - лютий 2019 — був співвласником бару «28/33» у Чернівцях.
2015 - 2019 — був заступником голови комітету доступності Чернівецької міської ради.
Червень 2019 - жовтень 2020 — очолював Міське комунальне підприємство «Центр стерилізації тварин» при Чернівецькій міській раді на посаді директора.
У 2019 році брав участь у місії ENEMO (Європейська мережа організацій з моніторингу виборів), був спостерігачем за дотриманням законності виборів в різних містах України.
У 2019 році приєднався до партії «Демократична сокира», як активіст. У цьому ж році очолив Чернівецький обласний осередок партії.
У 2020 році заснував ініціативний рух «Екорейдери».
Жовтень 2021 - теп. час — депутат Чернівецької районної ради, голова фракції «Європейська солідарність».
У листопаді 2021 став членом Політичної ради партії «Демократична сокира».
У 2019 році підписав контракт з ЗСУ. У липні 2021 проходив підготовку в 169-му навчальному центрі «Десна» імені князя Ярослава Мудрого за спеціальністю «військовий медик».

## Освіта
У вересні 2019 вступив до Чернівецького національного університету імені Юрія Федьковича на спеціальність «Історія та археологія».

## Політичні погляди
У контексті української політики характеризує себе правим лібералом.

## Досягнення та вплив
Неодноразово з’являвся в ефірах чернівецьких та всеукраїнських ЗМІ як активіст, громадський діяч, власник бізнесу, а згодом і як політик.
Як співзасновник ініціативного волонтерського руху «Екорейдери», разом з іншими екоактивістами та небайдужими чернівчанами щотижня організовує прибирання занедбаних ділянок міста.

## Особисте життя
Одружений, виховує двох доньок дружини від першого шлюбу.

## Публікації
Зробити Чернiвцi great again. Чотири історії про людей, які змінюють Чернівці
Голова фракції «ЄС» у Чернівецькій райраді Артем Жук закликав чернівчан ставати до лав ЗСУ та територіальної оборони
На Театральній площі зник парклет, установлений на місці смітників
Впливовий АССпект: Артем Жук – про безпритульних тварин, евтаназію та карантин (ВІДЕО)
Жук Артем Михайлович - Рух ЧЕСНО